# Лайонс (тауншип, округ Уодина, Миннесота)
Лайонс (англ. Lyons) — тауншип в округе Уодина, Миннесота, США. На 2000 год его население составило 180 человек.

## География
По данным Бюро переписи населения США площадь тауншипа составляет 92,3 км², из которых 90,4 км² занимает суша, а 1,9 км² — вода (2,08 %).

## Демография
По данным переписи населения 2000 года здесь находились 180 человек, 78 домохозяйств и 52 семьи. Плотность населения —  2,0 чел./км². На территории тауншипа расположена 121 постройка со средней плотностью 1,3 построек на один квадратный километр. Расовый состав населения: 92,78 % белых, 0,56 % афроамериканцев, 3,33 % коренных американцев и 3,33 % приходится на две или более других рас. Испанцы или латиноамериканцы любой расы составляли 1,11 % от популяции тауншипа.
Из 78 домохозяйств в 20,5 % воспитывались дети до 18 лет, в 62,8 % проживали супружеские пары и в 32,1 % домохозяйств проживали несемейные люди. 25,6 % домохозяйств состояли из одного человека, при том 15,4 % из — одиноких пожилых людей старше 65 лет. Средний размер домохозяйства — 2,31, а семьи — 2,81 человека.
17,8 % населения — младше 18 лет, 7,2 % — в возрасте от 18 до 24 лет, 21,1 % — от 25 до 44, 36,7 % — от 45 до 64, и 17,2 % — старше 65 лет. Средний возраст — 47 лет. На каждые 100 женщин приходилось 127,8 мужчин. На каждые 100 женщин старше 18 приходилось 120,9 мужчин.
Средний годовой доход домохозяйства составлял 35 000 долларов, а средний годовой доход семьи —  32 250 долларов. Средний доход мужчин —  36 875  долларов, в то время как у женщин — 14 750. Доход на душу населения составил 20 031 доллар. За чертой бедности находились 25,6 % семей и 24,7 % всего населения тауншипа, из которых 57,1 % младше 18 и 16,7 % старше 65 лет.